# إف-سبوت
إف-سبوت (بالإنجليزية: F-Spot) هو منظم صور يهدف إلى تقديم إدارة للصور الشخصية لبيئة جنوم.